# Cabusset becgròs
El cabusset bec gros (Podilymbus podiceps), és un ocell aquàtic de la família dels podicipèdids (Podicipedidae). D'ampla distribució per ambdues Amèriques i el Carib, arriba fins a Europa com a divagant de manera molt esporàdica.

## Morfologia
- Es tracta d'un cabusset relativament petit, però major que el cabusset d'Europa. Fa 31 - 38 cm de llargària i 56 – 64 d'envergadura. La femella pesa 260-430 g i el mascle 490-560 g.
- Dotat d'un bec gros i un coll gruixut i curt. Les potes es troben en posició molt endarrerida, el que el fa un hàbil nedador i bussejador, però un caminant maldestre.
- No hi ha dimorfisme sexual quant al plomatge, si bé les mascle són una mica majors que les femelles.
- En època nupcial, la part posterior és marró fosc, els flancs marró clar i el ventre blanc. Negre a les plomes al voltant de la base del bec, allargant-se per la barbeta fins a la gorga. Sota la cua és blanc. El bec, de color blanc blavós, presenta una franja central negra.
- Fora de l'època nupcial, el plomatge és més modest. No hi ha zona negra al front i cola, que esdevenen grises. Els costats del coll i els flancs es tornen marró vermellós. El bec és blanc groguenc o gris, sense banda central, o molt feble. És l'únic membre de la família que no mostra un mirall blanc a l'ala en vol.

## Alimentació
Són ocells oportunistes, capaços d'aprofitar els recursos que en cada moment ofereixi l'hàbitat.
La base de la seva dieta està formada per peixos petis (petits ciprínids, gasterosteids, còtids, pèrcids, siluriformes, anguiles, diverses espècies de Lepomis, etc.), crancs de riu, sangoneres, insectes (libèl·lules, formigues, escarabats, diferents mosques, insectes aquàtics, larves...) i amfibis (capgrossos, granotes). També s'han vist menjant cucs, cargols, aranyes i llavors i parts toves de plantes aquàtiques.

## Comportament
Quan se sent amenaçat prefereix escapar cabussant-se o amagant-se a la vegetació que no pas volar, si bé el seu vol és fort i ràpid. De la mateixa manera que altres cabussadors, li cal córrer per sobre de la superfície de l'aigua abans de volar. En vol, té l'aspecte típic de la família, amb el coll estirat, les cames penjant una mica, i batent ràpidament les ales.
És un ocell tímid i solitari, tot i que tolera la companyia durant l'hivern, quan es pot observar diversos individus caçant, bussejant o jugant junts. Les parelles defensen un territori al voltant del niu d'unes 1,3 hectàrees de mitjana. Les poblacions migratòries es reuneixen moltes vegades en grans concentracions.
És en general un ocell silenciós, però en l'època de reproducció els mascles poden emetre uns "cuc-cuc-cuc" o "gup-gup-gup", o encara uns crits més potents, com rialles (cao-cao-cao).

## Reproducció

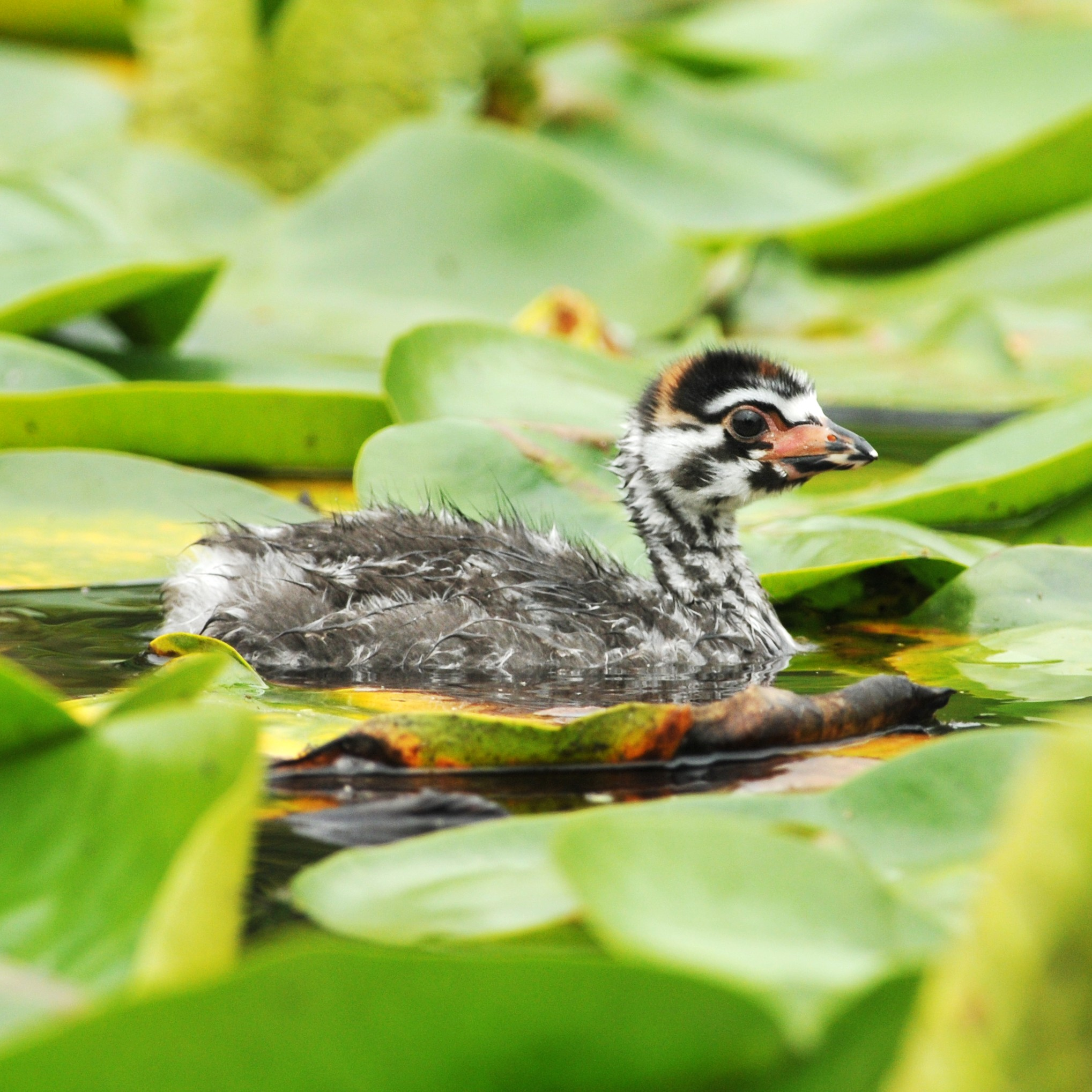
Cabusset becgròs jove nedant al Llac Washington, Estats Units

És una au monògama per una o més temporades, durant tota l'època de reproducció, que comença a l'abril i dura fins a l'octubre. Arriben a la maduresa sexual en un 1 o 2 anys. L'esperança de vida s'estima en 5 anys.
La parada nupcial és relativament senzilla, en comparació amb altres espècies de cabussets, però inclou cinc fases: 
- Per començar, els ocells sense parella neden a l'atzar, amb les plomes allisades i el coll allargat, manifestant d'aquesta manera llur disponibilitat.
- Quan un ocell es troba amb una possible parella, neda cap a ella i es posa ben dret per sobre de l'aigua, de vegades emet un crit, i després realitza una sèrie de rotacions del cap estirat.
- A continuació, els dos ocells emprenen una carrera per sota l'aigua per mostrar-se mútuament les destreses.
- Després neden en cercle a la superfície, a uns metres de distància l'un de l'altre. I a continuació té lloc l'aparellament.
- Finalment, cada ocell torna amb el seu company nedant plantats, en posició arquejada.

Mascle i femella construeixen un niu flotant durant 3 - 7 dies, ben amagat entre la vegetació palustre, amb fang i restes de plantes d'iris, joncs, càrexs i algues.
Ponen entre març i setembre, 2 -10 ous d'un color blanc blavós i a una cadència d'un ou per dia. Les poblacions meridionals poden fer dues postes el mateix any.
Els ous seran covats pels dos pares durant 23 - 27 dies, amb major participació de la femella.
Els pollets són nidífugs i capaços de deixar el niu una hora després de l'eclosió. Són sovint duts a l'esquena pels seus pares, els quals poden donar-los menjar en aquesta posició i fins i tot bussejar. Els joves s'independitzen a l'edat d'un o dos mesos.

## Distribució
Aquesta espècie nia al Canadà, Estats Units, Mèxic, Centreamèrica, les Antilles i a Sud-amèrica a les zones baixes de l'extrem nord, per l'oest dels Andes a Equador i el Perú, i des del sud del Brasil i centre de Xile fins Terra del Foc.
A l'estiu, habita llacs, llacunes, pantans i rius, amb vegetació abundant a les vores. En general prefereix masses d'aigua de mida mitjana, amb menys de 7 ha. De vegades pot, a l'hivern, habitar llacs i basses pobres en vegetació, o amb aigües salobres (per exemple estuaris), i més rarament encara en extensions d'aigua salada.
L'altitud màxima a la qual s'ha citat és de 3100 m.
Les poblacions del Canadà i nord dels Estats Units, que viuen en zones on els rius o llacs es congelen a l'hivern, són migratòries. Aquests ocells marxen per a passar l'hivern al sud dels Estats Units, Centreamèrica o el Carib. És possible que alguns individus romanguin al nord si els llacs no es congelen. Els emigrants arriben a les zones d'hivernada al setembre o octubre, i tornen als llocs de cria al març o abril. Fan la migració principalment durant la nit, sols o en parelles, amb agrupacions al sol, de vegades molt importants.
Tot i que aquest cabusset no és un volador extremadament bo, s'han registrat alguns individus errants a Europa: Gran Bretanya, Irlanda, Islàndia, França, Illes Canàries i Açores. Aquestes observacions s'han fet en períodes variables de l'any.

## Sistemàtica
Després de l'extinció de Podilymbus gigas ha esdevingut l'única espècie viva del gènere Podilymbus.
Se n'han descrit tres subespècies: 
- Podilymbus podiceps podiceps (Linnaeus, 1758). Amèrica central i del Nord.
- Podilymbus podiceps antarcticus (Lesson 1842). Amèrica del Sud.
- Podilymbus podiceps antillarum Bangs 1913. Les Antilles.